# معايير الإعلان (كندا)
معايير الإعلان (المعروفة سابقًا بمعايير الإعلان الكندية) هي هيئة التنظيم الذاتي غير الهادفة للربح في صناعة الإعلان والتي تم إنشاؤها في عام 1957 لضمان نزاهة الإعلان وقابليته للتطبيق في كندا. يشمل أعضاء المنظمة كبار المعلنين ووكالات الإعلان والمؤسسات الإعلامية والموردين لقطاع الإعلان. بعض الأنشطة التي تشارك فيها المنظمة هي:
- إدارة مدونة معايير الإعلان الكندية، التي تحدد معايير الإعلان المقبول وتشكل الأساس لمراجعة والفصل في شكاوى المستهلكين والشكاوي التجارية.
- إدارة عملية شكاوى المستهلكين حول الإعلانات التي يتم تشغيلها حاليًا في وسائل الإعلام الكندية.
- توفير تخليص مسبق للإعلان في خمس فئات خاضعة للتنظيم وهي: الأطفال، والأطعمة والمشروبات غير الكحولية، والمشروبات الكحولية، والمخدرات الاستهلاكية، ومستحضرات التجميل.

## التاريخ
أسست صناعة الإعلان الكندية المجلس الاستشاري الكندي للإعلان (أعيدت تسميته لاحقًا بمعايير الإعلان) في عام 1957 كوسيلة لتشجيع ممارسات الإعلان الأخلاقية. تم نشر القانون الكندي لمعايير الإعلان (قانون) في عام 1963. كان يتبنى المجلس الاستشاري الكندي للإعلان CAAB اسمًا ثنائي اللغة في عام 1967: (بالإنجليزية: the Canadian Advertising Advisory Board)‏ / (بالفرنسية:Bureau consultatif de la publicité au Canada). في نفس العام، كوسيلة للفصل في شكاوى المستهلكين، تم إنشاء مجلس معايير الإعلان وكان أيضًا باللغتين الإنجليزية والفرنسية (ASC / CNP). بدأت مراجعة الإعلانات المذاعة للأطفال من قبل المجلس الاستشاري الكندي للإعلان في عام 1972، وبدأ بناء على طلب CAB و هيئة الإذاعة والتلفزيون والاتصالات الكندية (CRTC). بعد ذلك بعامي، تم تشكيل مجلس معايير الإعلان في كولومبيا البريطانية وألبرتا. شهد عام 1976 إطلاق إجراءات المنازعات التجارية. تم إنشاء مؤسسة الإعلان الكندية (CAF / FCP) في عام 1982 نتيجة لدمج المجلس الاستشاري الكندي للإعلان (CAAB) مع مجلس معايير الإعلان (ASC / CNP). في عام 1994، تم إنتاج "لون أموالك" من قبل المجلس الاستشاري للعلاقات العرقية التابع لمؤسسة الإعلان الكندية (CAF) للإعلان. نُشر التقرير الأولي لشكاوى الإعلانات -بما في ذلك تقارير الحالة- في عام 1997. في نفس العام، تمت إعادة تسمية مؤسسة الإعلان الكندية (CAF) إلى معايير الإعلان الكندية. شهد عام 1999 إطلاق حملة التوعية العامة "أنت تستجيب للإعلان - نحن نرد عليك". حملة توعية عامة ثانية بدأت في عام 2001 - "نحن نقف من أجل معايير الإعلان" -. في عام 2003 -بعد مراجعة دقيقة لفريق العمل للمدونة- تم نشر مراجعات رئيسية للمدونة. بعد ذلك بعامين في عام 2005، تم نشر الدعاية المقارنة وإرشادات البحث المقارن. استمر إطلاق حملات توعية عامة متعددة خلال الفترة المتبقية من العقد وحتى العقد الأول من القرن الحادي والعشرين: "الحقيقة" (2006)، "ارتداء الملابس لا يجعلها حقيقة" (2011)، و "الإبداع أمر شخصي". و"الحقيقة ليست كذلك" (2015). في 1 أغسطس 2017، أعلنت المنظمة عن إطلاق هوية الشركة المحدثة. اسم المجموعة الآن معايير الإعلان/الدعاية (Ad Standards/Normes de la publicité).

## المنظمات

### الأعضاء
يتم تمويل معايير الإعلان من خلال الرسوم التي يدفعها الأعضاء التنظيميون. الأعضاء الحاليون هم:

#### وكالات الدعاية والإعلان
- Crew
- DDB Worldwide
- دنتسو
- Edelman
- FCB Canada  [لغات أخرى]‏
- Forsman & Bodenfors
- Hill+Knowlton Strategies
- بابليسي
- Syneos Health

#### جمعيات
- American Marketing Association
- Beer Canada
- Canadian Marketing Association
- Consumers Council of Canada
- Innovative Medicines Canada
- News Media Canada
- Retail Council of Canada

#### الشركات
- A&W
- مختبرات أبوت
- شركة أب في
- ألرغان
- أمجن
- اساهي للجعة
- آسترازينيكا
- Bacardi
- باير
- Bazooka
- Beam Suntory
- The Beer Store
- بوهرينجر إنجلهيم
- Boiron
- Brown–Forman
- برجر كنج
- مجموعة كامباري
- Campbell Soup Company
- Canada Bread
- Canada Dry Motts
- Canadian Tire
- كابيتال ون
- شانيل
- The Children's Place
- Church & Dwight
- كوكا كولا (شركة)
- كولغيت - بالموليف (شركة)
- Crayola
- ديري كوين
- Danone
- Diageo
- د.أوتكر
- Dyson
- E & J Gallo Winery
- إيلي ليلي وشركاءه
- Emergent BioSolutions
- Énergir
- Fallsview Casino Resort  [لغات أخرى]‏
- Feld Entertainment
- فيريرو
- Galderma
- جنرال ميلز
- جلعاد للعلوم
- غلاكسو سميث كلاين
- هاسبرو
- شركة هيرشي
- هوم ديبوت
- جونسون آند جونسون
- كلوقز
- دجاج كنتاكي
- كمبرلي-كلارك
- كونامي
- كرافت هاينز
- Kruger Inc.
- Labatt Brewing Company
- ليغو (لعبة)
- London Drugs
- لوريال
- Maple Leaf Foods
- مارس المتحدة
- ماتيل
- McCormick & Company
- McDonald's
- Medicago Inc.
- ميرك
- مولسون كورس
- مجموعة موندليز الدولية
- Moosehead Breweries
- نستله
- نينتندو
- Paladin Labs
- بيبسيكو
- فايزر
- بيتزا هت
- Post
- بروكتر وغامبل
- Purdue Pharma
- ريكيت بينكيزر
- ريد بل
- هوفمان-لا روش
- رويال بنك أف كندا
- سانوفي
- سانوفي باستور
- إس سي جونسون وابنه
- Shiseido
- Sleeman Breweries
- Spin Master
- Steam Whistle Brewing
- تاكو بل
- تيم هورتونز
- بنك تورنتو دومينيون
- يونيليفر
- ViiV Healthcare
- فيزا
- فيتك
- WowWee

#### الحكومات
- مدينة غراند براري
- Government of British Columbia
- حكومة كندا
- Government of Ontario

#### الإعلام
- Bell Media
- هيئة الإذاعة الكندية
- Cogeco
- Corus Entertainment
- ذا جلوب اند ميل [الإنجليزية]
- Pattison Outdoor Advertising
- ريدرز دايجست
- روجرز للاتصالات
- Rogers Sports & Media
- WildBrainTV

#### الخدمات المهنية
- Baker McKenzie
- Cision
- كوم سكور
- Evidon, Inc.
- Fasken
- Gowling WLG
- Marks & Clerk
- McCarthy Tétrault
- McMillan
- Miller Thomson
- شركة نورتون روز فولبرايت
- Osler, Hoskin & Harcourt
- Smart & Biggar
- Stikeman Elliott
- Torys
- Yangaroo

#### وسائل النقل
- BC Transit
- Brampton Transit
- Durham Region Transit
- Metrobus Transit
- Metrolinx
- Toronto Transit Commission
- TransLink
- York Region Transit

يشمل الأعضاء السابقون: بريد كندا وشركات لوبلاوو MGA Entertainment وسليب كونتري كندا و Société de transport de l'Outaouais وفورسمان آند بودنفورس و Mintel وشركة نيلسن.